# 1901 na arte

## Eventos
- No Grand Palais (Paris, França) realizaram-se os seguintes salões artísticos:  Salão de artistas franceses, Salão de artistas independentes, Salão da Sociedade Nacional de Belas artes, Salão do Orientalismo, Salão dos pintores, gravadores e litógrafos e o Salão da União das Mulheres pintoras e escultoras.

## Monumentos
- Monumento Nacional a Bismarck em Berlim (Alemanha) de Reinhold Begas.

## Quadros
- La mort de Casagemas de Pablo Picasso.

## Nascimentos
| Data            | Nome                     | Profissão                                                     | Nacionalidade  | Observações | Ref |
| --------------- | ------------------------ | ------------------------------------------------------------- | -------------- | ----------- | --- |
| 27 de Fevereiro | Marino Marini            | escultor                                                      | Itália         | m. 1980     |     |
| 27 de Março     | Carl Barks               | ilustrador e criador de banda desenhada                       | Estados Unidos | m. 2000     |     |
| 22 de Julho     | Atílio Baldocchi         | pintor e professor de desenho e pintura                       | Brasil         | m. 1984     |     |
| 31 de Julho     | Jean Dubuffet            | pintor                                                        | França         | m. 1985     |     |
| 3 de Agosto     | Hilda Campofiorito       | pintora, desenhista, ceramista, tapeceira e designer de jóias | Brasil         | m. 1997     |     |
| 18 de Agosto    | Henrique Medina          | pintor                                                        | Portugal       | m. 1988     |     |
| 24 de Setembro  | Henri Matisse            | historiador de arte, curador e restaurador                    | França         | m. 1990     |     |
| 5 de Dezembro   | Walt Disney              | cineasta e produtor de desenhos animados                      | Estados Unidos | m. 1966     |     |
| 8 de Dezembro   | Luís Jardim              | pintor e escritor                                             | Brasil         | m. 1987     |     |
| ??              | José Tagarro             | desenhista e pintor                                           | Portugal       | m. 1931     |     |
| ??              | Manuel Colmeiro Guimarás | pintor                                                        | Espanha        | m. 1999     |     |
| ??              | Alberto Morais do Valle  | escultor                                                      | Portugal       | m. 1955     |     |

## Mortes
| Data           | Nome                      | Profissão                                                 | Nacionalidade | Observações | Ref |
| -------------- | ------------------------- | --------------------------------------------------------- | ------------- | ----------- | --- |
| 4 de Janeiro   | Nikolaos Gysis            | pintor                                                    | Grécia        | n. 1842     |     |
| 1 de Fevereiro | Telemaco Signorini        | pintor                                                    | Itália        | n. 1835     |     |
| 27 de Maio     | Fritz von Dardel          | pintor                                                    | Suécia        | n. 1817     |     |
| 10 de junho    | Guilherme António Correia | pintor e professor                                        | Portugal      | n. 1829     |     |
| 9 de Setembro  | Henri de Toulouse-Lautrec | pintor e litógrafo                                        | França        | n. 1864     |     |
| 24 de Outubro  | James McDougal Hart       | pintor                                                    | Escócia       | n. 1828     |     |
| 26 de Dezembro | Joseph Noel Paton         | pintor                                                    | Escócia       | n. 1821     |     |
| ??             | Tadeu de Almeida Furtado  | professor de desenho na Academia Portuense de Belas Artes | Portugal      | n. 1813     |     |